# Prêmio Kalinga
O Prêmio Kalinga para a Popularização da Ciência (em inglês: Kalinga Prize for the Popularization of Science) é um prêmio dado pela Organização das Nações Unidas para a Educação, a Ciência e a Cultura (UNESCO) por habilidades excepcionais na divulgação científica. Foi criado em 1952, após um donativo de Biju Patnaik, presidente fundador do "Kalinga Foundation Trust" na Índia.

## Laureados
| Ano  | N.º                 | Imagem              | Nome                         | País                | Motivo              |
| ---- | ------------------- | ------------------- | ---------------------------- | ------------------- | ------------------- |
| 1952 | 1                   |                     | Louis de Broglie             | França              |                     |
| 1953 | 2                   |                     | Julian Huxley                | Reino Unido         |                     |
| 1954 | 3                   |                     | Waldemar Kaempffert          | Estados Unidos      |                     |
| 1955 | 4                   |                     | Augusto Pi Sunyer            | Venezuela           |                     |
| 1956 | 5                   |                     | George Gamow                 | Estados Unidos      |                     |
| 1957 | 6                   |                     | Bertrand Russell             | Reino Unido         |                     |
| 1958 | 7                   |                     | Karl von Frisch              | Alemanha            |                     |
| 1959 | 8                   |                     | Jean Rostand                 | França              |                     |
| 1960 | 9                   |                     | Peter Ritchie Calder         | Reino Unido         |                     |
| 1961 | 10                  |                     | Arthur C. Clarke             | Reino Unido         |                     |
| 1962 | 11                  |                     | Gerard Piel                  | Estados Unidos      |                     |
| 1963 | 12                  |                     | Jagjit Singh                 | Índia               |                     |
| 1964 | 13                  |                     | Warren Weaver                | Estados Unidos      |                     |
| 1965 | 14                  |                     | Eugene Rabinowitch           | Estados Unidos      |                     |
| 1966 | 15                  |                     | Paul Couderc                 | França              |                     |
| 1967 | 16                  |                     | Fred Hoyle                   | Reino Unido         |                     |
| 1968 | 17                  |                     | Gavin de Beer                | Reino Unido         |                     |
| 1969 | 18                  |                     | Konrad Lorenz                | Áustria             |                     |
| 1970 | 19                  |                     | Margaret Mead                | Estados Unidos      |                     |
| 1971 | 20                  |                     | Pierre Augier                | França              |                     |
| 1972 | 21                  |                     | Philip Abelson               | Estados Unidos      |                     |
| 1972 | 22                  |                     | Nigel Calder                 | Reino Unido         |                     |
| 1973 | Não houve premiação | Não houve premiação | Não houve premiação          | Não houve premiação | Não houve premiação |
| 1974 | 23                  |                     | José Reis                    | Brasil              |                     |
| 1974 | 24                  |                     | Luis Estrada                 | México              |                     |
| 1975 | Não houve premiação | Não houve premiação | Não houve premiação          | Não houve premiação | Não houve premiação |
| 1976 | 25                  |                     | George Porter                | Reino Unido         |                     |
| 1976 | 26                  |                     | Aleksandr Oparin             | Rússia              |                     |
| 1977 | 27                  |                     | Fernand Seguin               | Canadá              |                     |
| 1978 | 28                  |                     | Hoimar von Ditfurth          | Alemanha            |                     |
| 1979 | 29                  |                     | Sergei Kapitsa               | Rússia              |                     |
| 1980 | 30                  |                     | Aristide Bastidas            | Venezuela           |                     |
| 1981 | 31                  |                     | David Attenborough           | Reino Unido         |                     |
| 1981 | 32                  |                     | Dennis Flanagan              | Estados Unidos      |                     |
| 1982 | 33                  |                     | Oswaldo Frota-Pessoa         | Brasil              |                     |
| 1983 | 34                  |                     | Abdullah Al Muti Sharafuddin | Bangladesh          |                     |
| 1984 | 35                  |                     | Yves Coppens                 | França              |                     |
| 1984 | 36                  |                     | Igor Petryanov               | Rússia              |                     |
| 1985 | 37                  |                     | Peter Brian Medawar          | Reino Unido         |                     |
| 1986 | 38                  |                     | Nicolay Basov                | Rússia              |                     |
| 1986 | 39                  |                     | David Suzuki                 | Canadá              |                     |
| 1987 | 40                  |                     | Marcel Roche                 | Venezuela           |                     |
| 1988 | 41                  |                     | Björn Kurtén                 | Finlândia           |                     |
| 1989 | 42                  |                     | Saad Ahmed Shabaan           | Egito               |                     |
| 1990 | 43                  |                     | Misbah-Ud-Din Shami          | Paquistão           |                     |
| 1991 | 44                  |                     | Radu Iftimovici              | Roménia             |                     |
| 1991 | 45                  |                     | Narender K. Sehgal           | Índia               |                     |
| 1992 | 46                  |                     | Jorge Flores Valdés          | México              |                     |
| 1992 | 47                  |                     | Peter Okebukola              | Níger               |                     |
| 1993 | 48                  |                     | Piero Angela                 | Itália              |                     |
| 1994 | 49                  |                     | Nikolai N. Drozdov           | Rússia              |                     |
| 1995 | 50                  |                     | Julieta Fierro Gossman       | México              |                     |
| 1996 | 51                  |                     | Jiří Grygar                  | Chéquia             |                     |
| 1996 | 52                  |                     | Jayant Narlikar              | Índia               |                     |
| 1997 | 53                  |                     | Dorairajan Balasubramanian   | Índia               |                     |
| 1998 | 54                  |                     | Regina Paz Lopez             | Filipinas           |                     |
| 1998 | 55                  |                     | Ennio Candotti               | Brasil              |                     |
| 1999 | 56                  |                     | Marian Addy                  | Gana                |                     |
| 1999 | 57                  |                     | Emil Gabrielian              | Armênia             |                     |
| 2000 | 58                  |                     | Ernst Wolfgang Hamburger     | Brasil              |                     |
| 2001 | 59                  |                     | Stefano Fantoni              | Itália              |                     |
| 2002 | 60                  |                     | Marisela Salvatierra         | Venezuela           |                     |
| 2003 | 61                  |                     | Pervez Hoodbhoy              | Paquistão           |                     |
| 2004 | 62                  |                     | Jean Audouze                 | França              |                     |
| 2005 | 63                  |                     | Jeter Bertoletti             | Brasil              |                     |
| 2006 | Não houve premiação | Não houve premiação | Não houve premiação          | Não houve premiação | Não houve premiação |
| 2007 | Não houve premiação | Não houve premiação | Não houve premiação          | Não houve premiação | Não houve premiação |
| 2008 | Não houve premiação | Não houve premiação | Não houve premiação          | Não houve premiação | Não houve premiação |
| 2009 | 64                  |                     | Trinh Xuan Thuan             | Estados Unidos      |                     |
| 2009 | 65                  |                     | Yash Pal                     | Índia               |                     |
| 2010 | 66                  |                     | Gokulananda Mahapatra        | Índia               |                     |
| 2011 | 67                  |                     | René Raúl Drucker Colín      | México              |                     |
| 2012 | 68                  |                     | Basanta Kumar Behura         | Índia               |                     |
| 2013 | 69                  |                     | Xiangyi Li                   | China               |                     |
| 2014 | 70                  |                     | Trilochan Pradhan            | Índia               |                     |
| 2015 | 71                  |                     | Diego Golombek               | Argentina           |                     |

## Estatística
Esta estatística está desatualizada!
O prêmio foi concedido a 65 pessoas de 22 países distintos:
1. Reino Unido - 10 vezes
2. Estados Unidos - 9 vezes
3. França - 6 vezes
4. Índia,  Rússia e  Brasil - 5 vezes
5. Venezuela e  Índia - 4 vezes
6. México - 3 vezes
7. Paquistão,  Alemanha,  Itália e  Canadá - 2 vezes
8. Áustria,  Bangladesh,  Finlândia,  Egito,  Roménia,  Níger,  Chéquia,  Filipinas,  Gana,  Armênia - 1 vez

60 laureados são homens e 5 (menos de 8%) mulheres.